# Gu Kaizhi

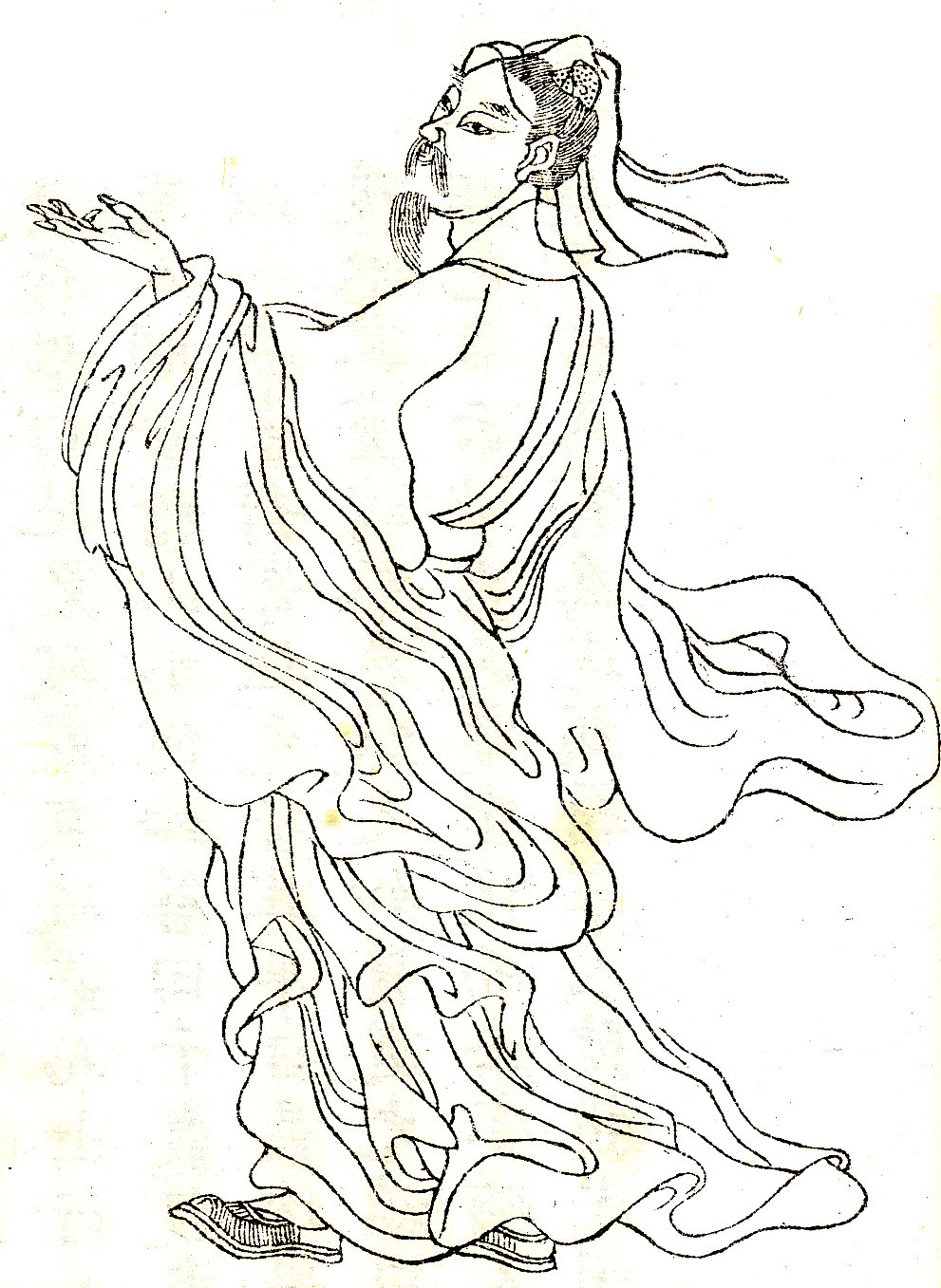
Gu Kaizhi

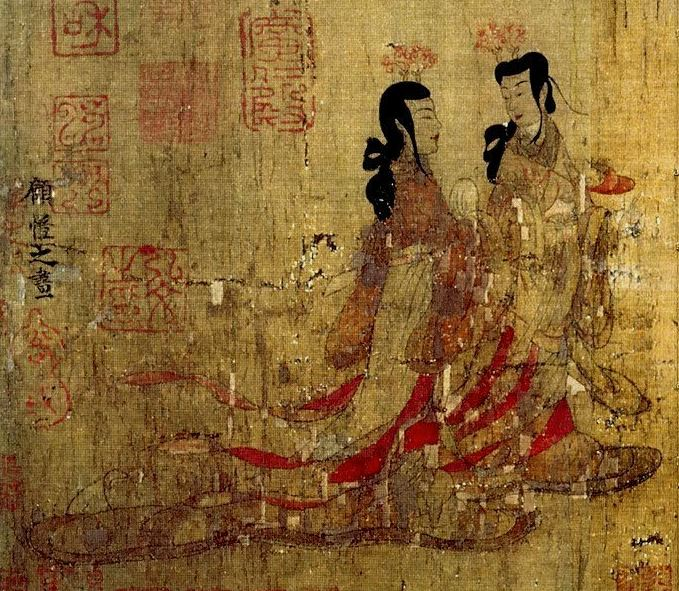
Ermahnung der Hofdamen (Detail)

Gu Kaizhi (chinesisch 顧愷之 / 顾恺之, Pinyin Gù Kǎizhī, W.-G. Ku K'ai-chih; 344–405) war ein chinesischer Maler, dessen Bildrolle Ermahnung der Hofdamen das älteste Gemälde mit einer Signatur ist. Historischen Aufzeichnungen zufolge wurde er in Wuxi (Provinz Jiangsu) geboren und hat das erste Mal in Nanjing im Jahr 364 gemalt.
Im Jahre 366 wurde Gu Kaizhi Offizier (Da Sima Canjun). Später wurde er zum königlichen Offizier befördert (Sanji Changshi).
Er war ebenfalls talentierter Dichter und Kalligraph. Er schrieb drei Bücher über die Kunst der Malerei:
- Über die Malerei
- Eine Einführung zu den berühmten Bildwerken der Wei und Jin Dynastien und
- Artikel über die Darstellungen des Bergs Yuntai.

Gu Kaizhi schrieb: „In der Figurenmalerei sind Kleidung und Erscheinung nicht besonders wichtig. Die Augen sind die Seele und der entscheidende Faktor.“